# Dino Monduzzi
Dino Monduzzi (ur. 2 kwietnia 1922 w Brisighelli, zm. 13 października 2006 w Watykanie) – włoski duchowny katolicki, wysoki urzędnik Kurii Rzymskiej, kardynał.

## Życiorys
Studiował w seminarium w Faenzy i przyjął święcenia kapłańskie 22 lipca 1945. Kontynuował studia na Papieskim Uniwersytecie Laterańskim w Rzymie, gdzie uzyskał licencjat obojga praw. Działał w Akcji Katolickiej, szczególnie w organizacjach regionalnych w Kalabrii i Sardynii. Od 1959 pracował w Biurze Mistrza Komnaty Apostolskiej (w sekcji audiencji papieskich), otrzymał tytuły nadzwyczajnego tajnego szambelana (24 marca 1961) i prałata honorowego Jego Świątobliwości (6 czerwca 1970). W latach 1967–1986 pełnił funkcję sekretarza i regenta Domu Papieskiego.
18 grudnia 1986 został mianowany prefektem Domu Papieskiego, jednocześnie arcybiskupem tytularnym Capreae; sakry biskupiej udzielił mu 6 stycznia 1987 w Watykanie Jan Paweł II z towarzyszeniem arcybiskupów Jose Sancheza i Eduardo Martineza Somalo. Arcybiskup Monduzzi został zwolniony z obowiązków prefekta Domu Papieskiego w lutym 1998 po osiągnięciu wieku emerytalnego (zastąpił go amerykański biskup James Harvey). Kilka tygodni później papież mianował go kardynałem, z diakonią San Sebastiano al Palatino.
W kwietniu 2002 ukończył 80 lat i utracił prawo udziału w konklawe.

## Odznaczenia
- Wielki Oficer Orderu Zasługi Republiki Włoskiej (1972)[1]
- Krzyż Wielki Orderu Zasługi Republiki Włoskiej (1992)[2]
- Krzyż Wielki Orderu Izabeli Katolickiej (1997, Hiszpania)[3]
- Komandor Orderu Infanta Henryka (1967 Portugalia)[4]
- Krzyż Wielki Orderu Infanta Henryka (1990, Portugalia)[4]
- Komandor Orderu Chrystusa (1981, Portugalia)[4]